# زراب (دهلران)
زراب، روستایی در دهستان سید ناصرالدین بخش زرین‌آباد شهرستان دهلران در استان ایلام ایران است.

## جمعیت
بر پایه سرشماری عمومی نفوس و مسکن در سال ۱۳۹۵، جمعیت این روستا برابر با ۴۴۰ نفر (۱۰۵ خانوار) بوده‌است.